# ウサギワラビー属
ウサギワラビー属（ウサギワラビーぞく、Lagorchestes）は、哺乳綱双前歯目カンガルー科に分類される属。

## 分類
以下の分類・英名は、Groves(2005）に従う。和名は川田ら(2018)に従う。
- †Lagorchestes asomatus ヒメウサギワラビー Lake Mackay hare-wallaby
- Lagorchestes conspicillatus メガネウサギワラビー Spectacled hare-wallaby
- Lagorchestes hirsutus コシアカウサギワラビー Rufous hare-wallaby
- †Lagorchestes leporides ウサギワラビー Eastern hare-wallaby

## 人間との関係
ヒメウサギワラビーは1932年に標本が1つ採取されたのみで、すでに絶滅したと考えられている。ウサギワラビーは以前はオーストラリア南東部に分布していたが1890年以降は記録がなく、放牧や野焼きによる植生の変化などにより絶滅したと考えられている。コシアカウサギワラビーは過去にはオーストラリア中部に広く分布していたが、放牧のための野焼きや人為的に移入されたアカギツネによる捕食などにより、シャーク湾の2島に残存個体群が存在するものの大陸部の個体群はほぼ絶滅した。1991年にタナミ砂漠に残存していた個体群も火災により全滅し、ノーザン・テリトリーで飼育下繁殖させた個体を再導入する試みが進められたが、ネコなどの外来種による捕食が問題となった。

## 画像

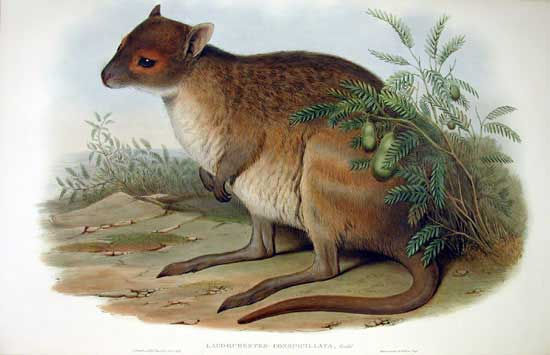
メガネウサギワラビー L. conspicillatus
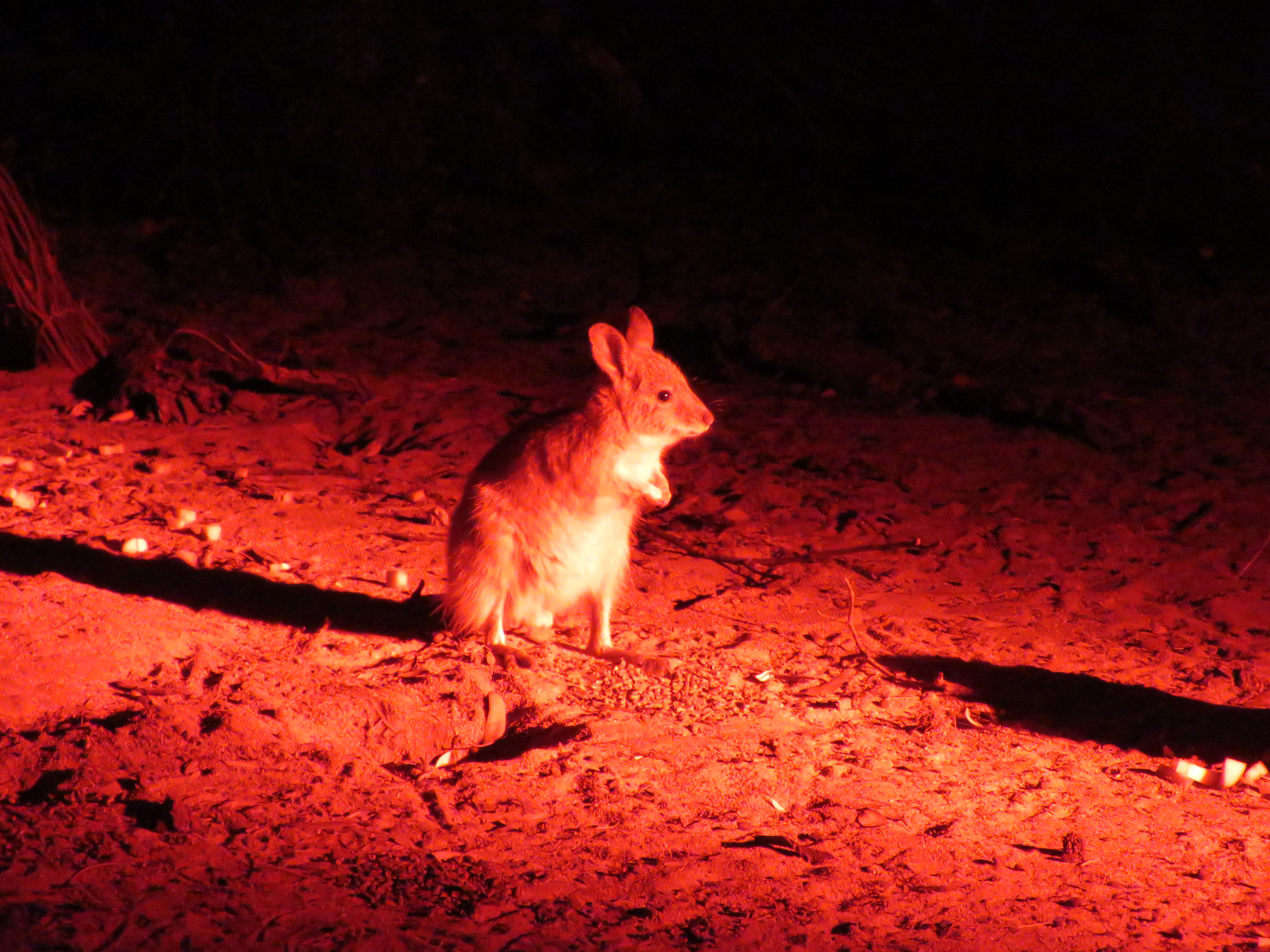
コシアカウサギワラビー L. hirsutus